# (2269) Efremiana
(2269) Efremiana est un astéroïde de la ceinture principale.

## Description
(2269) Efremiana est un astéroïde de la ceinture principale. Il fut découvert le 2 mai 1976 à Naoutchnyï par Nikolaï Tchernykh. Il présente une orbite caractérisée par un demi-grand axe de 3,13 UA, une excentricité de 0,09 et une inclinaison de 15,4° par rapport à l'écliptique.

## Compléments